# Baldomero Hermoso Herrera
Baldomero Hermoso Herrera (El Puerto de Santa María, Cádiz, España; 15 de marzo de 1975) conocido deportivamente como Mere, es un exjugador de fútbol y entrenador español.

## Trayectoria
Tras colgar las botas como jugador, "Mere" comenzaría en el mundo de los banquillos dirigiendo al R.C. Portuense y más tarde, al Conil Club de Fútbol.
Su primera experiencia en Segunda División B fue con el Algeciras C.F., con el que no pudo evitar el descenso de categoría.
Posteriormente, el entrenador andaluz firmó una buena temporada 2017-18 a los mandos del Cádiz "B", con el que estuvo a un paso de lograr el ascenso a Segunda B tras quedar campeón. El año anterior consiguió ascenderlo de la División de Honor a Tercera.
En julio de 2018, ‘Mere’ se convierte en nuevo técnico del C.F. Fuenlabrada por una temporada, logrando el primer ascenso de la historia del club a Segunda División A. Pese a completar un gran inicio de temporada en la categoría de plata, 10 de marzo de 2020 se hizo oficial su destitución tras una mala racha de resultados.
El 26 de julio de 2020 se confirma que será nuevo entrenador de la A.D. Alcorcón. El 9 de noviembre de 2020 fue destituido de su cargo tras perder 8 partidos consecutivos.
El 24 de junio de 2021, se hizo oficial su fichaje por la U.D. Logroñes, firmando hasta junio de 2022. El 3 de abril de 2022, es destituido como entrenador de la U.D. Logroñes, tras dirigir 31 partidos (30 de competición liguera y uno de Copa del Rey), con un balance de 14 victorias, ocho empates y ocho derrotas, sumando en liga 50 puntos en Primera RFEF.
El 2 de junio de 2022, se anunció su vuelta al C.F. Fuenlabrada para entrenarlo en Primera Federación.
El 15 de febrero de 2023, es destituido como entrenador del C.F. Fuenlabrada.
En la temporada 2023-24, firma como entrenador de la Real Balompédica Linense de la Segunda Federación. El 5 de marzo de 2024, tras 25 jornadas en el cargo, sería destituido como entrenador de la Real Balompédica Linense.
El 12 de junio de 2024, firma por la UD Melilla de la Segunda Federación,  hasta el 14 de octubre de 2024 que fue cesado.

## Clubes

### Como jugador
| Club             | País   | Temporada |
| ---------------- | ------ | --------- |
| Cádiz C.F. "B"   | España | 1993-1994 |
| Cádiz C.F.       | España | 1994-1998 |
| Algeciras C.F.   | España | 1998-1999 |
| Motril C.F.      | España | 1999-2001 |
| Granada C.F.     | España | 2001      |
| C.D. Mensajero   | España | 2001-2002 |
| Jerez Industrial | España | 2002-2004 |
| R.C. Portuense   | España | 2004-2005 |

### Como entrenador
| Club                     | País   | Temporada |
| ------------------------ | ------ | --------- |
| R.C. Portuense           | España | 2012-2013 |
| Conil C.F.               | España | 2013-2014 |
| Algeciras C.F.           | España | 2014-2016 |
| Cádiz C.F. "B"           | España | 2016-2018 |
| C.F. Fuenlabrada         | España | 2018-2020 |
| A.D. Alcorcón            | España | 2020      |
| U.D. Logroñes            | España | 2021-2022 |
| C.F. Fuenlabrada         | España | 2022-2023 |
| Real Balompédica Linense | España | 2023-2024 |
| UD Melilla               | España | 2024      |